# Zêta
Pour les articles homonymes, voir Zêta (homonymie).
Cette page contient des caractères spéciaux ou non latins. S’ils s’affichent mal (▯, ?, etc.), consultez la page d’aide Unicode.
Zêta ou dzêta (capitale Ζ, minuscule ζ ; en grec ζήτα) est la sixième lettre de l'alphabet grec, précédée par epsilon et suivie par êta. Dérivée de la lettre zayin  de l'alphabet phénicien, elle est l'ancêtre de la lettre Z de l'alphabet latin et de la lettre З de l'alphabet cyrillique.

## Usage

### Grec
En grec moderne, la lettre zêta représente la consonne fricative alvéolaire voisée [z].
Dans le système de numération grecque, zêta vaut 7, bien qu'étant la sixième lettre de l'alphabet. Cette position est due à l'ancienne existence du digamma, une lettre archaïque originellement située entre l'epsilon et le zêta, qui a disparu de l'alphabet grec mais perdure dans la numération grecque.
Le son représenté par zêta en grec ancien n'est pas connu avec certitude. Dans le grec archaïque d'Athènes et du nord-ouest de la Grèce, la lettre semble représenter /dz/ ; en attique, à partir du IVe siècle av. J.-C., elle semblerait noter soit /zd/ ou /dz/ et il n'existe aucun consensus sur la question. Dans d'autres dialectes comme l'élidien ou le crétois, le symbole pourrait noter des sons ressemblant au « th » anglais actuel ([ð] et [θ]). En koinè, la lettre note /z/.

### Sciences
La lettre zêta minuscule représente divers concepts en mathématiques, physique et chimie, comme les fonctions zêta.
La majuscule de la lettre zêta n'est généralement pas utilisée comme symbole car son rendu est le plus souvent identique à la capitale Z latine.

## Histoire

### Origine
La lettre zêta tire son origine de la lettre correspondante de l'alphabet phénicien, . Celle-ci provient peut-être de l'alphabet protosinaïtique, une écriture utilisée dans le Sinaï il y a plus de 3 500 ans, elle-même probablement dérivée de certains hiéroglyphes égyptiens ; la lettre phénicienne, zayin, semble signifier « arme ». L'alphabet phénicien atteint une forme plus ou moins standard vers le XIe siècle av. J.-C. Sa 7e lettre est une consonne (l'alphabet phénicien est un abjad qui ne note pas les voyelles) correspondant probablement au son [z] ou [dz].

### Alphabets archaïques

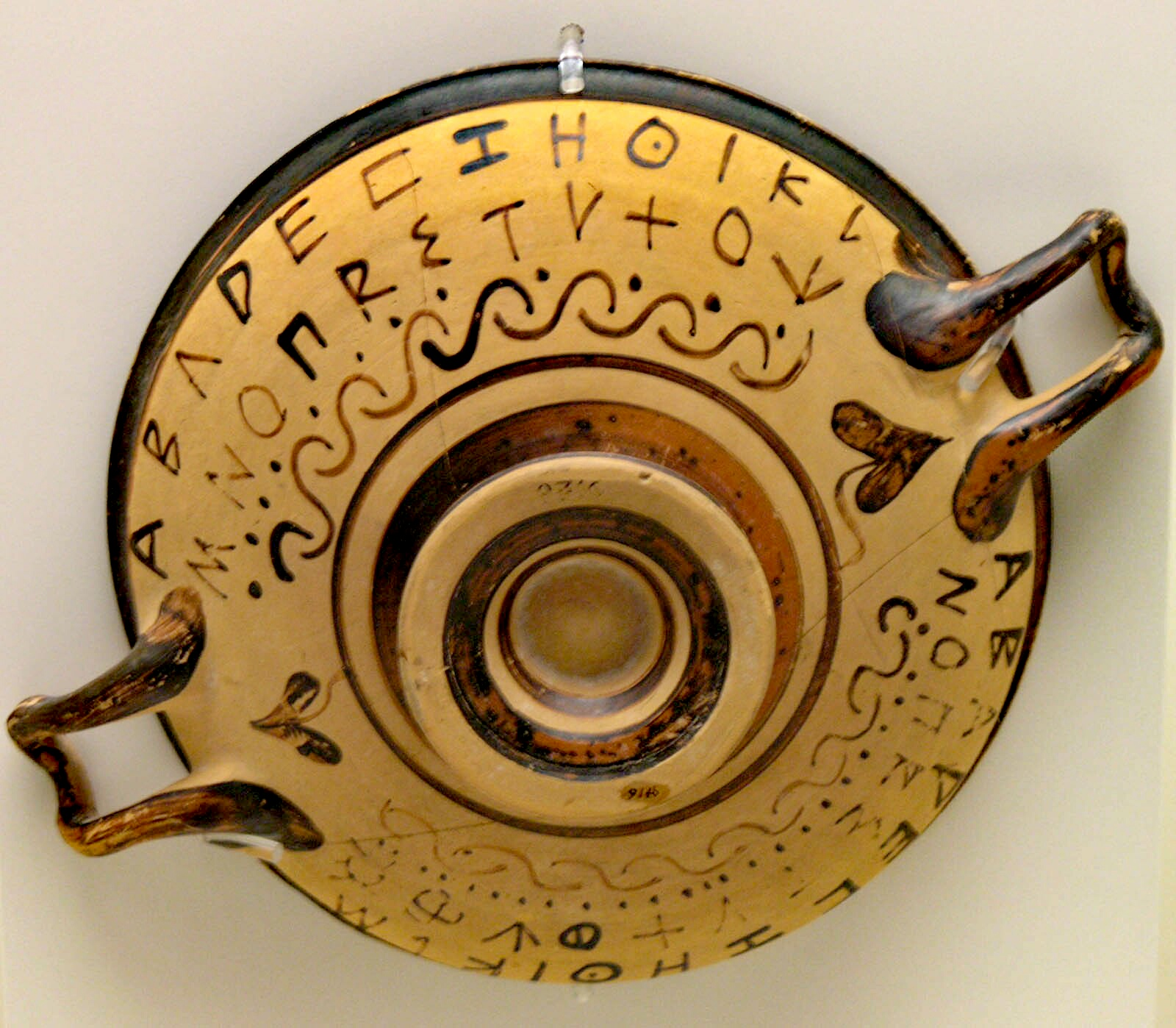
Alphabet grec peint sur la panse d'une coupe attique à figures noires ; le zêta ressemble à un « I ».

L'alphabet grec dérive directement de l'alphabet phénicien. Sa 7e lettre devient la 7e de l'alphabet grec, la lettre archaïque digamma, abandonnée depuis, s'intercalant en 6e position.
Dans les écritures grecques archaïques, la forme du zêta reprend typiquement celle de l'alphabet phénicien : . La barre verticale ainsi que les deux barres horizontales peuvent varier en longueur.

### Évolution
La forme actuelle de la lettre provient de l'alphabet utilisé en Ionie, qui est progressivement adopté par le reste du monde grec antique (Athènes passe un décret formel pour son adoption officielle en 403 av. J.-C. ; son usage est commun dans les cités grecques avant le milieu du IVe siècle av. J.-C.).
L'alphabet grec reste monocaméral pendant longtemps. Les formes minuscules proviennent de l'onciale grecque, une graphie particulière créée à partir de la majuscule et de la cursive romaine vers le IIIe siècle et adaptée à l'écriture à la plume, et sont créées vers le IXe siècle. Pendant la Renaissance, les imprimeurs adoptent la forme minuscule pour les polices bas-de-casse, et modèlent les lettres capitales sur les formes des anciennes inscriptions, conduisant le grec à devenir bicaméral.

### Nom
À la différence d'une majorité de l'alphabet grec, le terme « zêta » ne provient pas du nom de la lettre phénicienne dont elle dérive : la lettre grecque reçoit son nom du motif bêta, êta et thêta.
Il est supposé que le nom de la lettre phénicienne correspondante signifierait « arme ».
En grec, la lettre est appelée ζήτα (zếta), prononcée /zita/.
En français, la prononciation de la lettre est [zɛta] ou [dzɛta] ; cette dernière étant influencée par la prononciation traditionnelle du grec ancien dans les écoles françaises, elle fait plus savante mais elle n'est ni meilleure ni pire d'un point de vue historique que la première (toutes deux sont également discutables).

### Dérivés
L'alphabet étrusque est dérivé de l'alphabet grec employé en Eubée — alphabet que les Étrusques apprennent à Pithécusses (Ischia), près de Cumes. Cet alphabet eubéen utilise, comme les autres, une forme du zêta archaïque : . En étrusque, on suppose que Z représente le son /ts/. L'alphabet latin descend directement de l'alphabet étrusque et ses premiers modèles utilisent le Z. Le son que cette lettre représente se transforme toutefois rapidement en « r » en latin et la lettre, devenue inutile, est supprimée au IVe siècle av. J.-C. Pour noter les emprunts au grec, les Romains utilisent « s » au début des mots et « ss » au milieu des mots : sōna pour ζώνη (« ceinture »), trapessita pour τραπεζίτης (« banquier »).
Au Ier siècle av. J.-C., le Z est réintroduit dans l'alphabet latin pour représenter plus fidèlement le son du zêta grec ; la lettre latine prend alors la forme que la lettre grecque a obtenue entre-temps. Le Z est placé à la fin de l'alphabet ; avec le Y qui le précède, il s'agit des deux seuls lettres que les Romains dérivent directement des Grecs plutôt que des Étrusques.
Dans l'alphabet cyrillique, le zêta donne naissance à la lettre zé З.
Dans l'alphabet copte, la lettre conduit à la lettre zēta ou zata Ⲋ.
Il est possible que l'alphabet arménien dérive de l'alphabet grec. Dans ce cas, le za Զ dériverait du zêta.

Zayin phénicien
Zêta épigraphique grec
Zêta grec majuscule moderne
Écriture onciale
Variantes cursives
Variantes minuscules
Zêta grec minuscule moderne
Z étrusque
Z romain
Zé cyrillique
Zēta copte

## Codage
La majuscule Ζ possède les codages suivants :
- Unicode : U+0396
- Entité HTML : &Zeta;
- TeX : \Zeta ; {\displaystyle \mathrm {Z} }
- DOS Greek : 133
- DOS Greek-2 : 169
- Windows-1253 : 198

La minuscule ζ possède les codages suivants :
- Unicode : U+03B6
- Entité HTML : &zeta;
- TeX : \zeta ; {\displaystyle \zeta }
- DOS Greek : 157
- DOS Greek-2 : 218
- Windows-1253 : 230

Le tableau suivant recense les différents caractères Unicode utilisant le zêta:
| Caractère | Représentation | Code    | Bloc Unicode                           | Nom Unicode                                                   |
| --------- | -------------- | ------- | -------------------------------------- | ------------------------------------------------------------- |
| Ζ         | Ζ              | U+0396  | Grec et copte                          | Lettre majuscule grecque dzêta                                |
| ζ         | ζ              | U+03B6  | Grec et copte                          | Lettre minuscule grecque dzêta                                |
| 𝚭         | 𝚭              | U+1D6AD | Symboles mathématiques alphanumériques | Majuscule mathématique grasse dzêta                           |
| 𝛇         | 𝛇              | U+1D6C7 | Symboles mathématiques alphanumériques | Minuscule mathématique grasse dzêta                           |
| 𝛧         | 𝛧              | U+1D6E7 | Symboles mathématiques alphanumériques | Majuscule mathématique italique dzêta                         |
| 𝜁         | 𝜁              | U+1D701 | Symboles mathématiques alphanumériques | Minuscule mathématique italique dzêta                         |
| 𝜡         | 𝜡              | U+1D721 | Symboles mathématiques alphanumériques | Majuscule mathématique italique grasse dzêta                  |
| 𝜻         | 𝜻              | U+1D73B | Symboles mathématiques alphanumériques | Minuscule mathématique italique grasse dzêta                  |
| 𝝛         | 𝝛              | U+1D75B | Symboles mathématiques alphanumériques | Majuscule mathématique grasse sans empattement dzêta          |
| 𝝵         | 𝝵              | U+1D775 | Symboles mathématiques alphanumériques | Minuscule mathématique grasse sans empattement dzêta          |
| 𝞕         | 𝞕              | U+1D795 | Symboles mathématiques alphanumériques | Majuscule mathématique italique grasse sans empattement dzêta |
| 𝞯         | 𝞯              | U+1D7AF | Symboles mathématiques alphanumériques | Minuscule mathématique italique grasse sans empattement dzêta |